# Cetin Isiközlü
Cetin Isiközlü (født 23. maj 1939 i Istanbul, Tyrkiet) er en tyrkisk komponist, pianist, dirigent og lærer.
Isiközlü studerede komposition, klaver og direktion på Det Statslige Musikkonservatorium i Ankara. hos bl.a. Ahmed Adnan Saygun og Hasan Ferit Alnar. Han fortsatte efter endt uddannelse (1969) sin studier som dirigent i Italien på Santa Cecilia Musikkonservatorium. Isiközlü har skrevet 2 symfonier, orkesterværker, koncertmusik, operaer, balletmusik, instrumentalværker for mange instrumenter, vokalværker etc. Han er nok mest kendt som komponist for værker såsom operaen Gülbahar og balletten Judith, og sine 2 symfonier og klaverkoncerter. Isiközlü underviste som lærer i komposition på Det Statslige Musikkonservatorium I Ankara og dirigerede bl.a. Izmir stats Symfoniorkester og Bilkent Symfoniorkester, og andre tyrkiske Symfoniorkestre, hvor han uropførte mange tyrkiske orkesterværker. Dirigerede også Symfoniorkestre i udlandet som f.eks. Baku Symfoniorkester og Georgia Symfoniorkester.

## Udvalgte værker
- Symfoni nr. 1 "En ny Verden" (2004) - for orkester
- Tyrkisk Militær Symfoni "Symfonisk Fantasi" (1973) - for sopran, tenor, klaver, kor og orkester
- Violinkoncert (1976) - for violin og orkester
- Klaverkoncert (1997) - for klaver og orkester
- "I en drøm" (1970) (symfonisk digtning) - for orkester
- "Judith" (1967) - balletmusik
- "Gülbahar" (1972) - opera
- "Kærlighed og fred" (1991) - opera